# 勞拉·皮戈西
勞拉·皮戈西（葡萄牙語：Laura Pigossi，1994年8月2日—），巴西網球運動員，她代表巴西隊參加了日本舉行的2020年夏季奧林匹克運動會，並且在女子雙打比賽上獲得銅牌。